# Ditlevsenella
Ditlevsenella är ett släkte av rundmaskar. Ditlevsenella ingår i familjen Enchelidiidae.
Släktet innehåller bara arten Ditlevsenella danica.